# Anders Holch Povlsen

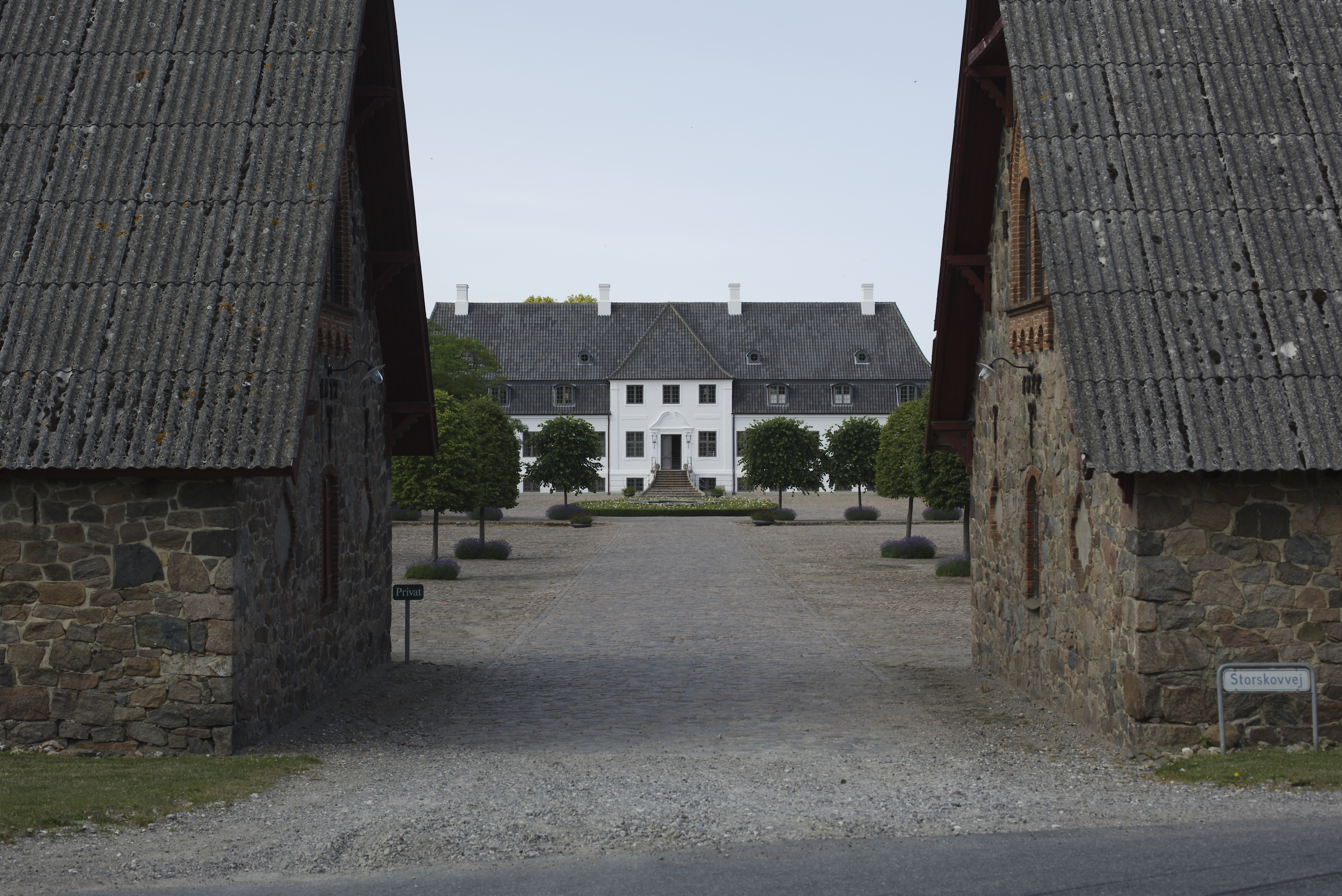
Wohnsitz Constantinsborg

Anders Holch Povlsen (* 4. November 1972 in Ringkøbing) ist ein dänischer Milliardär, CEO und alleiniger Eigentümer der internationalen Bekleidungskette Bestseller (zu der auch Vero Moda und Jack & Jones gehören), einem von seinen Eltern gegründeten Unternehmen. Er ist der größte Aktionär des britischen Internet-Modehändlers ASOS und des deutschen Internet-Bekleidungshändlers Zalando. Außerdem ist er der größte private Grundbesitzer im Vereinigten Königreich.

## Leben
Anders Holch Povlsen besuchte 1990 zunächst das Business College in Herning, Dänemark. Von 1990 bis 1996 absolvierte er ein kombiniertes Bachelorstudium in European Business Administration an der Anglia Ruskin University im britischen Cambridge und der Hochschule für Wirtschaft und Recht Berlin.
Er übernahm im Alter von 28 Jahren die Leitung des von seinen Eltern gegründeten Modeunternehmens Bestseller, das aus einem 1975 von diesen eröffneten Kleidungsgeschäft in Brande hervorgegangen ist. Das Unternehmen hatte 2018 weltweit rund 9000 Niederlassungen. Zu Bestseller gehören Marken wie Vero Moda, Only und Jack & Jones und es ist an Onlinehändlern wie Zalando und Asos sowie dem Zahlungsanbieter Klarna beteiligt. Im Jahr 2013 erwarb Povlsen einen Anteil von 10 % am deutschen Internet-Bekleidungshändler Zalando und wurde damit dessen drittgrößter Aktionär. Povlsen gehört dem Aufsichtsrat von Zalando an.
Über seine Holding Heartland A/S kaufte er 2023 den Fußballverein FC Midtjylland.
2024 war er laut Forbes die reichste Person Dänemarks mit 12,5 Mrd. US-Dollar.

## Grundbesitz

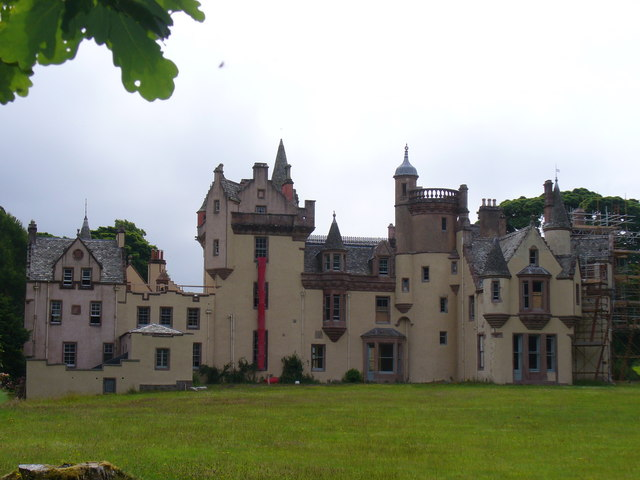
Aldourie Castle 2014 erworben

In Dänemark besitzt und bewohnt Povlsen seit 1999 das alte Landgut Constantinsborg westlich von Aarhus, zusammen mit umfangreichem Ackerland und Wäldern.
Povlsen hat große Flächen in den rumänischen Karpaten gekauft, um dort ein Wildnisreservat für Wölfe, Bären und Luchse einzurichten.
Povlsen gehörte bereits 2019 zu den größten Grundbesitzern in Schottland mit rund einem Prozent der Landfläche Schottlands mit Schlössern und Weideflächen. Stand 2024 besitzt er durch weitere Zukäufe 220.000 Hektar Land und ist damit der zweitgrößte Landbesitzer und größter privater Landbesitzer in Schottland. Teile der Flächen in den Schottischen Highlands werden aktuell privat finanziert mit standorttypischen Bäumen aufgeforstet. Seit eintausend Jahren wurde der Urwald Schottland bis auf einen Restbestand von fünf Prozent dezimiert.

## Privatleben
Anders Holch Povlsen ist mit Anne Storm Pedersen verheiratet. Die Familie lebt auf Gut Constantinsborg in der Nähe von Aarhus. Drei ihrer vier Kinder starben bei den Bombenanschlägen in Sri Lanka am Ostersonntag 2019. Im März 2020 wurde er Vater von Zwillingsmädchen und 2021 eines weiteren Sohnes.